# 施瓦茨 (梅克伦堡-前波美拉尼亚州)
施瓦茨（德語：Schwarz）是德国梅克伦堡-前波美拉尼亚州的市镇，隶属于梅克伦堡湖区县。总面积为26.42平方千米，截至2023年12月31日总人口为359人。